# Eucteniza
Eucteniza es un género de arañas migalomorfas de la familia Cyrtaucheniidae. Se encuentra en México y sudoeste de Estados Unidos.
El nombre del género Eucteniza proviene del prefijo griego eu- que significa “verdadero” o “bueno” y del griego Ktenizein que significa “peinar” o “limpiar”.

## Lista de especies
Según The World Spider Catalog 11.5:
- Eucteniza atoyacensis Bond & Opell, 2002
- Eucteniza mexicana Ausserer, 1875
- Eucteniza relata (O. Pickard-Cambridge, 1895)
- Eucteniza rex (Chamberlin, 1940)
- Eucteniza stolida (Gertsch & Mulaik, 1940)